# Cirsium dissectum
Cirsium dissectum es una planta de hojas lobuladas y espinosas con flores tubulares terminales de color violeta dispuesta en tallo erecto perteneciente a la familia de las Asteraceae. Nativa del centro de Europa.

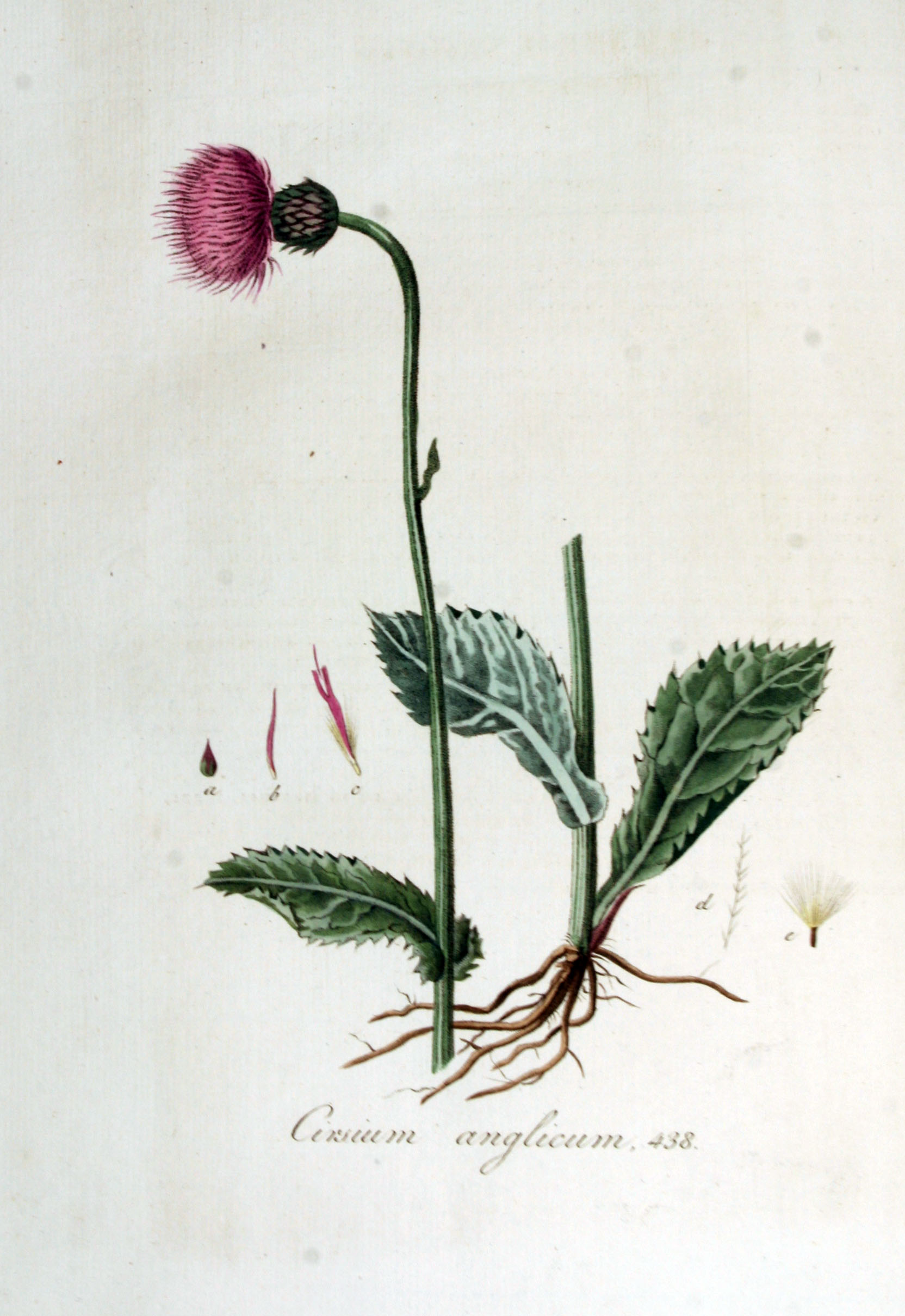
Ilustración de Flora Batava

## Descripción
Alcanza un tamaño  de 15 a 50 cm de altura. Se asemeja a una versión más delgada de Cirsium heterophyllum y en tener un tallo estriado algodonoso y hojas lanceoladas, que tienen o no espinas. Sin embargo, las hojas son más estrechas (menos de 3 cm), y por debajo menos peludas y peludas en la parte superior. Las flores son de 2 a 3 cm de largo, los floretes son de color rojo oscuro / morado, florece de junio a agosto.

## Taxonomía
Cirsium dissectum fue descrita por (Carlos Linneo) Hill y publicado en Hort. Kew. 63. 1768.
Etimología
Cirsium: nombre genérico que deriva de la palabra griega: kirsos = varices ;  de esta raíz deriva el nombre kirsion, una palabra que parece servir para identificar una planta que se utiliza para el tratamiento de este tipo de enfermedad. De kirsion, en los tiempos modernos, el botánico francés Tournefort (1656 - 708) ha derivado el nombre Cirsium del género.
dissectum: epíteto latino que significa "finamente cortado".
Sinonimia
- Carduus anglicus Lam.
- Carduus dissectus L.
- Carduus dissectus Vill.
- Carduus pratensis Huds.
- Carduus pumilus Vill.
- Cirsium anglicum Mill.
- Cirsium anglicum (Lam.) DC.
- Cirsium pratense (Huds.) Druce
- Cirsium tuberosum subsp. anglicum (Lam.) Bonnier
- Cnicus anglicus C.C.Gmel.
- Cnicus dissectus (L.) Willd.
- Cnicus pratensis (Huds.) Willd.[2]